# Paul Hunter (Regisseur)

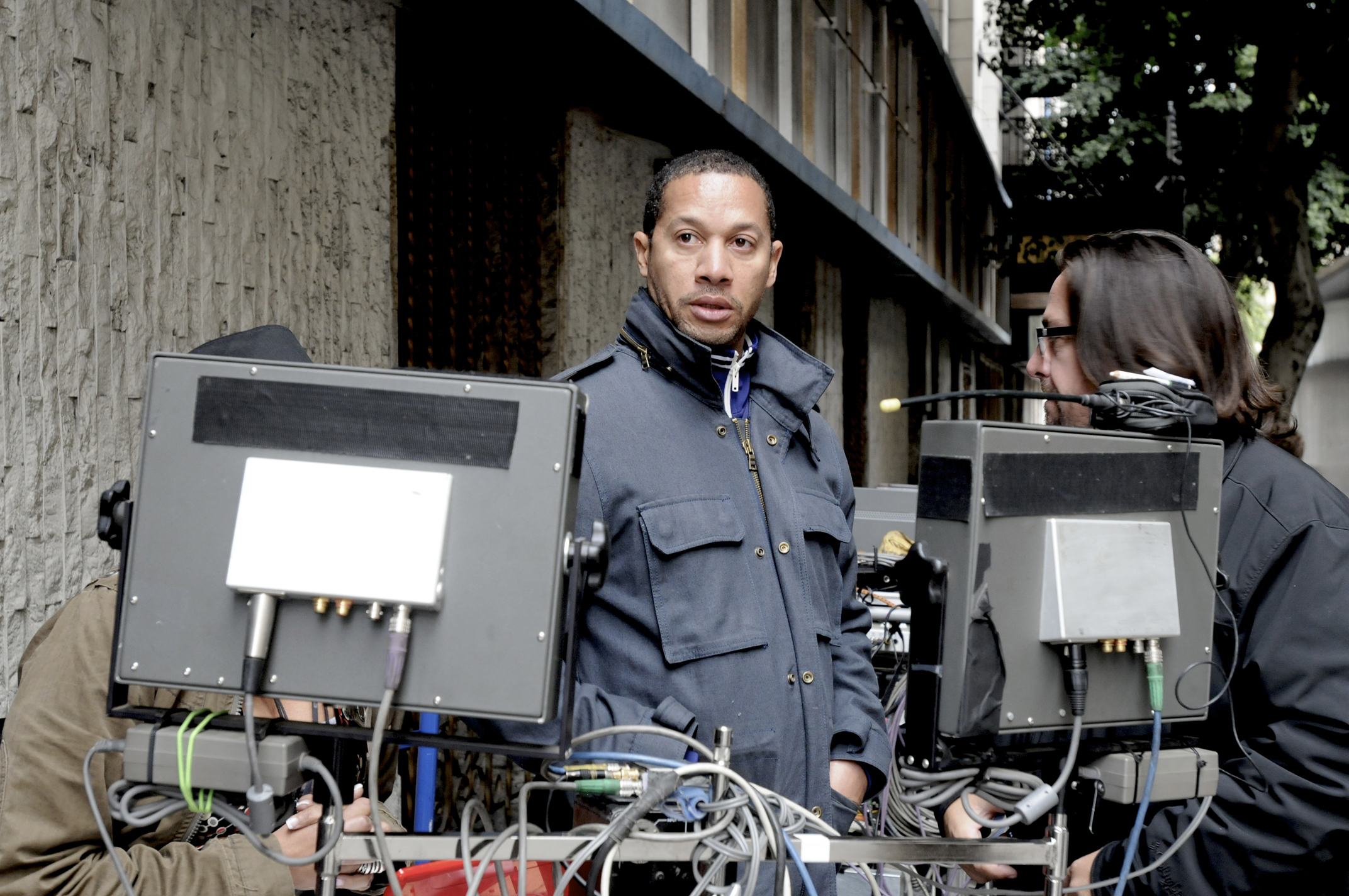
Paul Hunter

Paul Hunter (* in Los Angeles) ist ein US-amerikanischer Film- und Musikvideoregisseur.

## Leben
Hunter studierte an der Cal State Northridge University Medienwissenschaften. 1991 drehte er seinen ersten Werbeclip. 1996 führte er bei Aaliyahs One in a Million erstmals Regie bei einem Musikvideo. Seitdem folgten mehr als 100 Videos. 2001 wurde Hunter für einen Nike-Werbespot für einen Emmy nominiert.
2003 gab er sein Debüt als Spielfilmregisseur mit dem Film Bulletproof Monk – Der kugelsichere Mönch.

## Musikvideos (Auswahl)
- 1996 – Aaliyah – Got to Give It Up
- 1997 – Mariah Carey – Honey
- 1997 – The Notorious B.I.G. – Hypnotize
- 1998 – Hole – Malibu
- 1998 – Brandy – Top of the World
- 1998 – Marilyn Manson – The Dope Show
- 1998 – Lenny Kravitz – Fly Away
- 1999 – Jennifer Lopez – If You Had My Love
- 1999 – TLC – Unpretty
- 2000 – Eminem – The Way I Am
- 2000 – D’Angelo – Untitled (How Does It Feel)
- 2001 – Aaliyah – We Need A Resolution
- 2001 – Christina Aguilera, Lil’ Kim, Mýa und Pink – Lady Marmalade
- 2001 – Michael Jackson – You Rock My World
- 2003 – Eminem – Superman
- 2003 – Britney Spears feat. Madonna – Me Against the Music
- 2003 – Justin Timberlake – I’m Lovin’ it
- 2004 – Snoop Dogg feat. Pharrell Williams – Drop It Like It’s Hot
- 2005 – Gwen Stefani – Hollaback Girl
- 2005 – The Pussycat Dolls feat. Busta Rhymes – Don't Cha
- 2005 – Mariah Carey – Don’t Forget About Us
- 2005 – Pharrell Williams – Can I Have It Like That
- 2006 – Mariah Carey feat. Snoop Dogg – Say Somethin
- 2006 – Justin Timberlake – My Love
- 2009 – Snoop Dogg feat. The-Dream – Gangsta Luv
- 2010 – Maroon 5 – Give a Little More
- 2010 – Kesha – Take it Off
- 2011 – Jennifer Lopez – Papi
- 2012 – Jennifer Lopez – Dance Again